# Xuvencos (Saviñao)
Xuvencos (llamada oficialmente Santiago de Xuvencos) es una parroquia y una aldea española del municipio de Saviñao, en la provincia de Lugo, Galicia.

## Límites
Limita con las parroquias de Iglesiafeita al nordeste y este, Piñeiro al sur, y Vilelos al oeste.

## Organización territorial
La parroquia está formada por cuatro entidades de población, constando tres de ellas en el nomenclátor del Instituto Nacional de Estadística español:
- O Gorgozo
- Salgueiros
- San Adrián (Santo Adrián)
- Xuvencos

## Demografía

### Parroquia
| Gráfica de evolución demográfica de Xuvencos (parroquia) entre 2000 y 2021 |
|                                                                            |
| Datos según el nomenclátor publicado por el INE.                           |

### Aldea
| Gráfica de evolución demográfica de Xuvencos (aldea) entre 2000 y 2021 |
|                                                                        |
| Datos según el nomenclátor publicado por el INE.                       |

## Lugares de interés
- Iglesia de Santiago.